# Cabo de São Vicente
Il Cabo de São Vicente (pron. 'kabu dɨ sɐ̃ũ vi'sẽtɨ; in italiano: "Capo di San Vincenzo") è un capo situato all'estremità sudoccidentale del Portogallo.
Pur non rappresentando il punto più a ovest della penisola iberica (che è il Cabo da Roca), costituisce l'ultima propaggine dell'Algarve di fronte all'Oceano Atlantico.
Dal punto di vista amministrativo il capo è situato nel territorio della freguesia di Vila do Bispo, a circa sei chilometri dalla città di Sagres, ed è parte integrante del Parque Natural do Sudoeste Alentejano e Costa Vicentina. Con le sue scogliere verticali alte fino a 75 metri ha sempre rappresentato un punto di riferimento per i naviganti e sulla sua sommità ospita un faro costruito nel 1846.

## Storia
Menzionato nell'antichità dal geografo greco Strabone come fine della terraferma conosciuta, il capo fu in realtà abitato fin dal Neolitico e oggetto di particolare devozione come testimoniato dai menhir presenti. Dai greci fu chiamato Ofiussa (luogo dei serpenti), mentre dai romani Promontorium Sacrum. Solo più tardi fu dedicato a San Vincenzo di Saragozza, patrono dei marinai, il cui corpo martoriato si sarebbe arenato, secondo la leggenda, nei pressi del capo.
Al largo di questo capo sono state combattute, nel corso dei secoli, numerose battaglie navali.